# Alan Bannister
Alan Bannister (Manchester, 11 de març de 1922 - maig de 2007) va ser un ciclista anglès que va córrer durant els anys 40 i 50 del segle xx.
Durant la seva carrera esportiva va prendre part en dos Jocs Olímpics: els de 1948 a Londres, en què va guanyar una medalla de plata en la prova de tàndem, fent parella amb Reg Harris; i els de 1952 a Hèlsinki, on tornà a repetir prova, però quedant eliminat en quarts de final. També guanyà tres campionats britànics de velocitat.